# Thomas Schönlebe
Thomas Schönlebe (Frauenstein, 6 de agosto de 1965) é um antigo atleta da Alemanha Oriental, especialista em 400 metros, que ganhou a medalha de ouro nos Campeonatos Mundiais de 1987, disputados em Roma. Nessa prova, Schönlebe estabeleceu um novo recorde europeu com 44,33s que ainda permanece como tal.

## Biografia

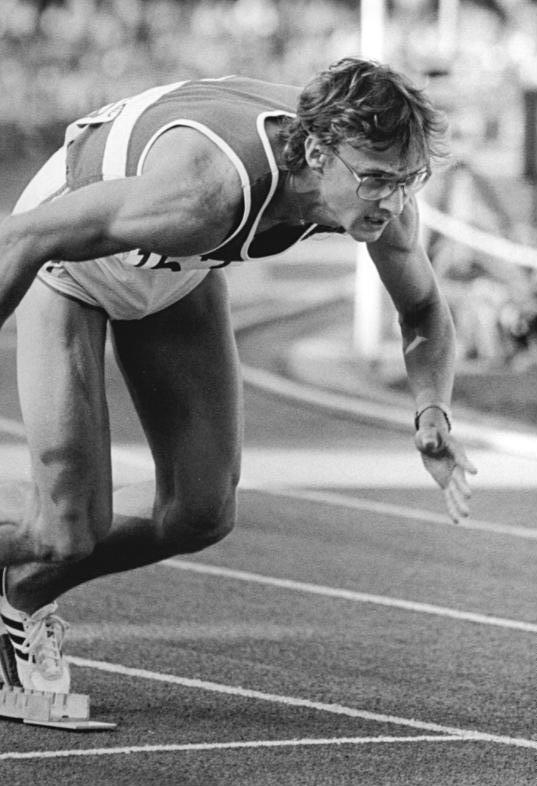
Thomas Schönlebe em 1987

Atleta precoce a alcançar grandes marcas e resultados, Schönlebe estreou-se internacionalmente com o título europeu de juniores, obtido na Áustria em 1983. Nesse mesmo ano obtinha dois segundos lugares na final da Taça da Europa de Nações.
Aos 21 anos obtinha a medalha de prata nos Campeonatos da Europa de 1986, celebrados em Estugarda, atrás campeão inglês Roger Black. O tempo de 44,61s era já de grande classe mundial.
No ano seguinte, e contra todas as expectativas, derrotou o grande favorito Harry 'Butch' Reynolds nos Campeonatos Mundiais de Roma, ao fazer 44,33s, tempo que lhe valeu, não só a medalha de ouro, mas também o ainda vigente recorde da Europa.
No início do ano de 1988, bateu o recorde mundial dos 400 metros em pista coberta, ao correr a distância em 45,05s. Porém, esse mesmo ano trouxe-lhe a desilusão de não estar presente na final dos Jogos Olímpicos de Seoul, depois de não ter feito melhor do que o quinto lugar na meia-final.
Durante os anos seguintes, o seu rendimento foi decaindo lentamente; porém, conseguiu repetir a medalha de prata (45,15s) nos  europeus de Split, em 1990, de novo atrás de Roger Black (45,11s). Terminou a sua carreira pouco tempo depois de ajudar a equipa da Alemanha (agora já unificada) a alcançar a medalha de bronze na estafeta de 4 x 400 metros dos Campeonatos Mundiais de Estugarda, em 1993. 

## Melhores marcas pessoais

### Outdoor
| Prova      | Data                  | Local        | Marca        |
| ---------- | --------------------- | ------------ | ------------ |
| 400 metros | 3 de setembro de 1987 | Roma, Itália | 44,33 s (RE) |

### Indoor
| Prova      | Data                   | Local                      | Marca   |
| ---------- | ---------------------- | -------------------------- | ------- |
| 400 metros | 5 de fevereiro de 1988 | Sindelfingen, Alemanha Oc. | 45,05 s |